# شهر مردامان
مردامان (باستکی امروزی) شهری در شمال میان رودان بود که بین ۲۲۰۰ تا ۱۲۰۰ پیش از میلاد وجود داشت.این شهر در سال ۲۰۱۸ پس از ترجمه ۹۲ لوح خط میخی کشف شد. این لوح‌ها در تابستان ۲۰۱۷ در نزدیکی روستای کردنشین باستکی توسط تیمی از باستان شناسان کشف شد. این تیم از دانشگاه توبینگن برای مطالعات خاور نزدیک باستان، و توسط پروفسور پیتر پفلزنر از دانشگاه توبینگن رهبری شد. شهر-خدای مردامان الهه هوری شووالا بود. پس از زمان اشغال آشوری، مشخص نیست که آیا این امر ادامه پیدا می‌کند یا خیر. گمان می‌رود که بعدها در هزاره اول پیش از میلاد معبد گولا در مردامان بوده‌است.

## منبع
1. ↑  "Cuneiform tablets from Bassetki reveal location of ancient royal city of Mardaman". uni-tuebingen.de/en/. May 9, 2018.
2. ↑  Sibbing-Plantholt, Irene, "Gula in the 2nd and 1st Millennia BCE", The Image of Mesopotamian Divine Healers. Brill, pp. 51-105, 2021